# Urdaibaiko ibai sarea / Red fluvial de Urdaibai
Urdaibaiko ibai sarea / Red fluvial de Urdaibai este o arie protejată (arie specială de conservare — SAC, sit de importanță comunitară — SCI) din Spania întinsă pe o suprafață de 1.327,98 ha, integral pe uscat.

## Localizare
Centrul sitului Urdaibaiko ibai sarea / Red fluvial de Urdaibai este situat la coordonatele 43°17′09″N 2°37′54″W / 43.2858°N 2.6317°V.

## Înființare
Situl Urdaibaiko ibai sarea / Red fluvial de Urdaibai a fost declarat sit de importanță comunitară în noiembrie 2000 pentru a proteja 2 specii de plante și 20 de specii de animale. Situl a fost protejat și ca arie specială de conservare în iunie 2013.

## Biodiversitate
Situată în ecoregiunea atlantică, aria protejată conține 8 habitate naturale: Fânețe de joasă altitudine (Alopecurus pratensis, Sanguisorba officinalis), Păduri aluvionare cu Alnus glutinosa și Fraxinus excelsior (Alno-Padion, Alnion incanae, Salicion albae), Peșteri inaccesibile publicului, Pajiști cu Molinia pe soluri calcaroase, turboase sau argilos-nămoloase (Molinion caeruleae), Matorral arborescenți cu Laurus nobilis, Păduri de stejar galițio-portugheze cu Quercus robur și Quercus pyrenaica, Păduri de Quercus ilex și Quercus rotundifolia, Pajiști uscate europene.
La baza desemnării sitului se află mai multe specii protejate:
- plante (2): Culcita macrocarpa, Woodwardia radicans
- păsări (10): fluierar de munte (Actitis hypoleucos), pescăruș albastru (Alcedo atthis), rață mare (Anas platyrhynchos), stârc cenușiu (Ardea cinerea), mierla de apă (Cinclus cinclus), muscar sur (Muscicapa striata), cormoran mare (Phalacrocorax carbo), lăstun de mal (Riparia riparia), sitar de pădure (Scolopax rusticola), turturică (Streptopelia turtur)
- mamifere (6): liliac cu aripi lungi (Miniopterus schreibersii), nurcă (Mustela lutreola), liliac cărămiziu (Myotis emarginatus), liliacul mediteranean cu potcoavă (Rhinolophus euryale), liliacul mare cu potcoavă (Rhinolophus ferrumequinum), liliacul mic cu potcoavă (Rhinolophus hipposideros)
- nevertebrate (3): Austropotamobius pallipes, croitorul mare al stejarului (Cerambyx cerdo), rădașcă (Lucanus cervus)
- pești (1): Parachondrostoma miegii

Pe lângă speciile protejate, pe teritoriul sitului au mai fost identificate 1 specie de păsări, 1 specie de amfibieni, 3 specii de mamifere, 2 specii de nevertebrate, 1 specie de pești.